# Antonín Bednář
Antonín Bednář (1. listopadu 1896, Vamberk – 2. března 1949, Vamberk) byl český dirigent, sbormistr a skladatel.

## Život
Byl synem majitele výrobny vambereckých krajek. Absolvoval obchodní školu. Hudbu studoval nejprve soukromě. Na Pražské konzervatoři byl později žákem Jana Heřmana (klavír), Josefa Bohuslava Foerstera (skladba) a u Františka Spilky a Karla Boleslava Jiráka (dirigování).
Obchodu se již nevěnoval. Po skončení studií působil jako sbormistr (pěvecký spolek Praga, Vinohradský Hlahol, a další). Založil a vedl Pěvecké sdružení českých učitelů. Kromě toho založil i Orchestr českých železničářů. V letech 1924–1925 byl korepetitorem brněnské opery a řídil Starobrněnský Hlahol. Pohostinsky řídil orchestr České filharmonie, orchestr Československého rozhlasu a řadu předních symfonických orchestrů v celé Evropě (Berlín, Lipsko, Drážďany, Vídeň, Tallinn, Varšava, Bukurešť atd.).

## Dílo
Antonín Bednář se ve své skladatelské tvorbě inspiroval hlavně dílem Vítězslava Nováka.

### Klavírní skladby
- Z prázdnin (1915)
- Z mládí (1916)
- Melancholické skladby (1920)
- Sonatina (1926)
- Sonáta pro housle a klavír (1918)

### Sbory
- Luhy, luhy zelené (na text Josefa Václava Sládka)
- V náručí boží (na text Josefa Václava Sládka)
- Slavnostní sbor
- Naše lesy, rybníky (na text Jaroslava Vrchlického a Antonína Sovy)
- Jak ten skřivan jásá
- Českým legiím
- Co z prachu vzešlo (na text Josefa Václava Sládka)
- Cestou k vítězství
- Pozdrav republice (na text Antonína Klášterského)

### Scénická hudba
- Kalich (1928);
- Čitra (1928, ke hře Rabíndranátha Thákura);
- Poštovní úřad (1928, ke hře Rabíndranátha Thákura).